# EUR-Lex
EUR-Lex è un sito gestito dall’Ufficio delle pubblicazioni dell'Unione europea che dà accesso alla legislazione dell’Unione europea. Gli utenti vi accedono gratuitamente e hanno a disposizione vari metodi di ricerca in tutte le lingue ufficiali dell’Unione. Se si desidera incrementare le opzioni di ricerca e di salvataggio, è possibile registrarsi.
Sul sito è disponibile anche la Gazzetta ufficiale dell'Unione europea (GUUE).

## Storia
La Commissione europea iniziò a elaborare i dati dei testi legali già negli anni 1960, usando delle schede perforate per stabilire dei collegamenti fra i documenti e analizzarli, per estrarne metadati, e facilitarne la ricerca.
Con il passare degli anni, il sistema venne ribattezzato CELEX (Communitatis Europae Lex) e, grazie anche all’allargamento dell’Unione europea, vennero fissati degli obiettivi più ambiziosi. Ben presto CELEX divenne lo strumento più usato all’interno delle istituzioni europee.
A poco a poco, il sistema venne gradualmente aperto anche al pubblico, offrendo anche delle licenze ad aziende private. Infine, nel 1997 venne lanciata una versione online, chiamata EUR-Lex, gestita dall’Ufficio delle pubblicazioni dell'Unione europea.
Nel 2001, EUR-Lex fu ufficialmente aperto anche al pubblico non appartenente alle istituzioni e fino al 2004 coesistette con il vecchio CELEX, mentre si lavorava alla fusione delle due basi dati in modo da renderle completamente gratuite.
Nel 2004, grazie ai progressi della tecnologia usata per il processo dei dati e all’entrata nell’Unione di nuovi paesi membri, fu messa online una nuova versione del sito; nel 2014, EUR-Lex fu nuovamente aggiornato e fu creata una nuova base dati chiamata «CELLAR».
Il CELLAR contiene tutto il contenuto digitale gestito dall’Ufficio delle pubblicazioni archiviandolo in maniera standardizzata e coerente.

## Contenuto
Su EUR-Lex, i documenti sono disponibili in tutte le lingue ufficiali dell’Unione anche se tale disponibilità dipende dalla data di adesione di un paese.
Quando un nuovo Stato membro aderisce all’Unione, su EUR-Lex viene pubblicata tutta la legislazione dell’Unione in vigore fino a tale data così come tutti i documenti adottati dopo. Invece, non sono disponibili i documenti abrogati o scaduti prima della data di adesione del paese aderente.
L'irlandese (GA) è una lingua ufficiale dell'Unione dal 1º gennaio 2007. Tuttavia, per motivi pratici e su base transitoria, le istituzioni dell'Unione sono state esentate dall'obbligo di redigere o tradurre tutti gli atti, comprese le sentenze della Corte di giustizia, in lingua irlandese. La deroga è riesaminata ogni 5 anni ed è in vigore fino alla fine del 2021. Essa viene gradualmente ridotta secondo un calendario allegato al regolamento (UE, Euratom) 2015/2264 del Consiglio.
Ciascun documento (e ciascuna versione linguistica) costituisce una singola parte della banca dati mentre il contenuto è raggruppato in settori. Vi sono 12 settori, ciascuno rappresentato da un numero o da una lettera:
| 1 - Trattati                    | 2 – Accordi internazionali | 3 – Atti giuridici                                               | 4 – Legislazione complementare |
| 5 – Documenti preparatori       | 6 – Giurisprudenza dell'UE | 7 – Misure nazionali di recepimento                              | 8 – Giurisprudenza nazionale   |
| 9 – Interrogazioni parlamentari | 0 – Testi consolidati      | C – Altri documenti pubblicati nella Gazzetta ufficiale, serie C | E – Documenti EFTA             |

### Gazzetta ufficiale dell'Unione europea
La Gazzetta ufficiale dell'Unione europea (GU) fu pubblicata online per la prima volta nel 1998 e dal primo luglio 2013, è solo questa versione che ha valore giuridico. Essa è accompagnata da una firma elettronica che ne garantisce l’autenticità, l’integrità e l’inalterabilità. EUR-Lex offre anche la possibilità di verificare tale autenticità inserendo la firma elettronica e il numero della GU a essa associata nel sito Checklex. La versione cartacea può essere ancora stampata ma solo su richiesta.
I numeri della Gazzetta disponibili risalgono al 1952, anno della prima pubblicazione nelle sole quattro lingue ufficiali; si possono facilmente trovare mediante una ricerca o navigando sulla pagina a essa dedicata.

### Diritto dell'Unione
EUR-Lex contiene tutta la legislazione dell'UE (settori 3 e 4), che può essere recuperata consultando o utilizzando le opzioni di ricerca. I principali tipi di atti che rientrano in questa rubrica sono i trattati dell'UE (settore 1), le direttive, i regolamenti, le decisioni (settore 3) e la legislazione consolidata (settore 0), ecc.
La consolidazione consiste nel proporre un documento che raggruppi l’atto giuridico di base e tutte le modifiche o rettifiche apportate successivamente. Tale documento è fornito solo a scopo informativo e non ha valore giuridico.
Gli atti che richiedono il recepimento nel diritto nazionale sono pubblicati con un elenco di link alle informazioni sulle misure nazionali di attuazione (settore 7).

### Documenti preparatori e procedure legislative
EUR-Lex contiene anche documenti che precedono gli atti giuridici, quali proposte legislative, relazioni, libri verdi e bianchi, ecc. (settore 5). Tramite il motore di ricerca è possibile consultare anche le proposte che non hanno mai superato la fase preparatoria.
Partendo da uno dei documenti della procedura o eseguendo semplicemente una ricerca si possono consultare le procedure legislative; a esse sonno associate un calendario e un elenco degli eventi che ne facilitano la consultazione.

### Giurisprudenza dell'UE
La giurisprudenza dell’Unione comprende i documenti redatti dalla Corte di giustizia dell'Unione europea, (sentenze, ordinanze, sentenze e pareri degli avvocati generali) che sono raggruppati nel settore 6.

### Documenti vari
Su EUR-Lex si trovano anche gli accordi internazionali (settore 2), le interrogazioni parlamentari (settore 9), gli atti EFTA (che comprendono anche gli atti della Corte EFTA e dell'Autorità di vigilanza EFTA (settore E)), le sentenze emesse dai tribunali degli Stati contraenti e dalla Corte di giustizia dell'UE ai sensi del regime di Bruxelles, i riferimenti alla giurisprudenza nazionale in materia di diritto dell'UE (settore 8) e altri documenti pubblici.

## Numero CELEX e altri identificatori
Oltre alla ricerca testuale, su EUR-Lex è possibile cercare i documenti usando degli identificatori che non tengono conto né dalla lingua della ricerca né da quella dell’interfaccia del sito. In tutto ne esistono tre.

### Numero CELEX
Il primo identificatore è il numero CELEX.
Per comporlo, si scrivono uno dietro l’altro il numero del settore di appartenenza del documento, quattro cifre per l’anno di pubblicazione del documento, una o due lettere per il tipo di documento e quattro cifre per il numero del documento.
Ad esempio, il numero CELEX della direttiva 2012/19/EU sui rifiuti di apparecchiature elettriche ed elettroniche è 32012L0019 (3 è il settore, la legislazione; 2012 indica l'anno di pubblicazione nella GU; L rappresenta le direttive dell'UE e 0019 è il numero con il quale la direttiva è stata pubblicata nella GU).

### Identificatore ECLI
Un altro modo di cercare documenti su EUR-Lex consiste nell’inserire l’identificatore ECLI (identificatore europeo della giurisprudenza), voluto dal Consiglio poiché per: "l'identificazione delle decisioni giudiziarie dovrebbe essere utilizzato un identificatore standard riconoscibile, leggibile e comprensibile sia dall'uomo che dai computer".

### Identificatore ELI
Infine, la terza possibilità di recuperare documenti deriva dall’uso dell’identificatore della legislazione europea (ELI) introdotto con le conclusioni del Consiglio del 10 ottobre 2012 (2012/C 325/02) [14].

## Opzioni presenti sul sito

### Ricerca
I documenti possono essere reperiti tramite un motore di ricerca (IDOL, sviluppato da HP Autonomy) utilizzando vari moduli di ricerca. È possibile effettuare ricerche in base ai riferimenti del documento, alle date, al testo e a una moltitudine di metadati. Gli utenti registrati hanno la possibilità di utilizzare la ricerca per utenti esperti e di effettuare ricerche utilizzando gli operatori booleani.

### Visualizzazione del testo e formati
I testi e i relativi metadati possono essere recuperati, visualizzati e scaricati in vari formati (html, pdf, xml). Per il lavoro simultaneo con più versioni linguistiche, gli utenti possono utilizzare la visualizzazione multilingue, particolarmente utile per la traduzione e la linguistica.

### Riutilizzo dei dati
I dati sono disponibili per essere riutilizzati tramite un servizio web a fini commerciali o non commerciali, purché ne sia indicata la fonte [16].
I dati presenti sul sito possono essere usati tramite un sito web a fini commerciali e non, purché se ne indichino le fonti.

### Ricerche e documenti salvati
Gli utenti registrati possono salvare documenti e ricerche nel loro account EUR-Lex, creare profili di ricerca e di stampa e impostare i propri feed RSS sulla base di ricerche salvate.

### Preferenze
Gli utenti registrati hanno accesso a una moltitudine di impostazioni con cui possono personalizzare la propria esperienza sul sito web.
| Funzionalità                                                   | Utente non iscritto   | Utente iscritto                                                     |
| Ricerca semplice e avanzata                                    | SI                    | SI                                                                  |
| Ricerca esperta (operatori booleani, opzioni supplementari)    | NO                    | SI                                                                  |
| Ricerche e documenti salvati                                   | NO                    | SI (salvati nel conto)                                              |
| Preferenze per il sito, la ricerca, l’esportazione e la stampa | NO                    | SI                                                                  |
| Feed RSS                                                       | SI (solo predefiniti) | SI (personalizzazione effettuata sulla base delle ricerche salvate) |

### Accesso al diritto nazionale degli Stati membri (N-Lex)
È possibile accedere al diritto nazionale di tutti i paesi membri grazie a N-Lex che facilita la comunicazione fra gli utenti e le loro banche dati della legislazione nazionale.